# Valeri del Bierzo
|  | Per a altres significats, vegeu «Sant Valeri». |

Valeri del Bierzo o d'Astorga (Astorga, ca. 630 - San Pedro de Montes, 695), va ésser un eremita i teòleg visigot.

## Vida

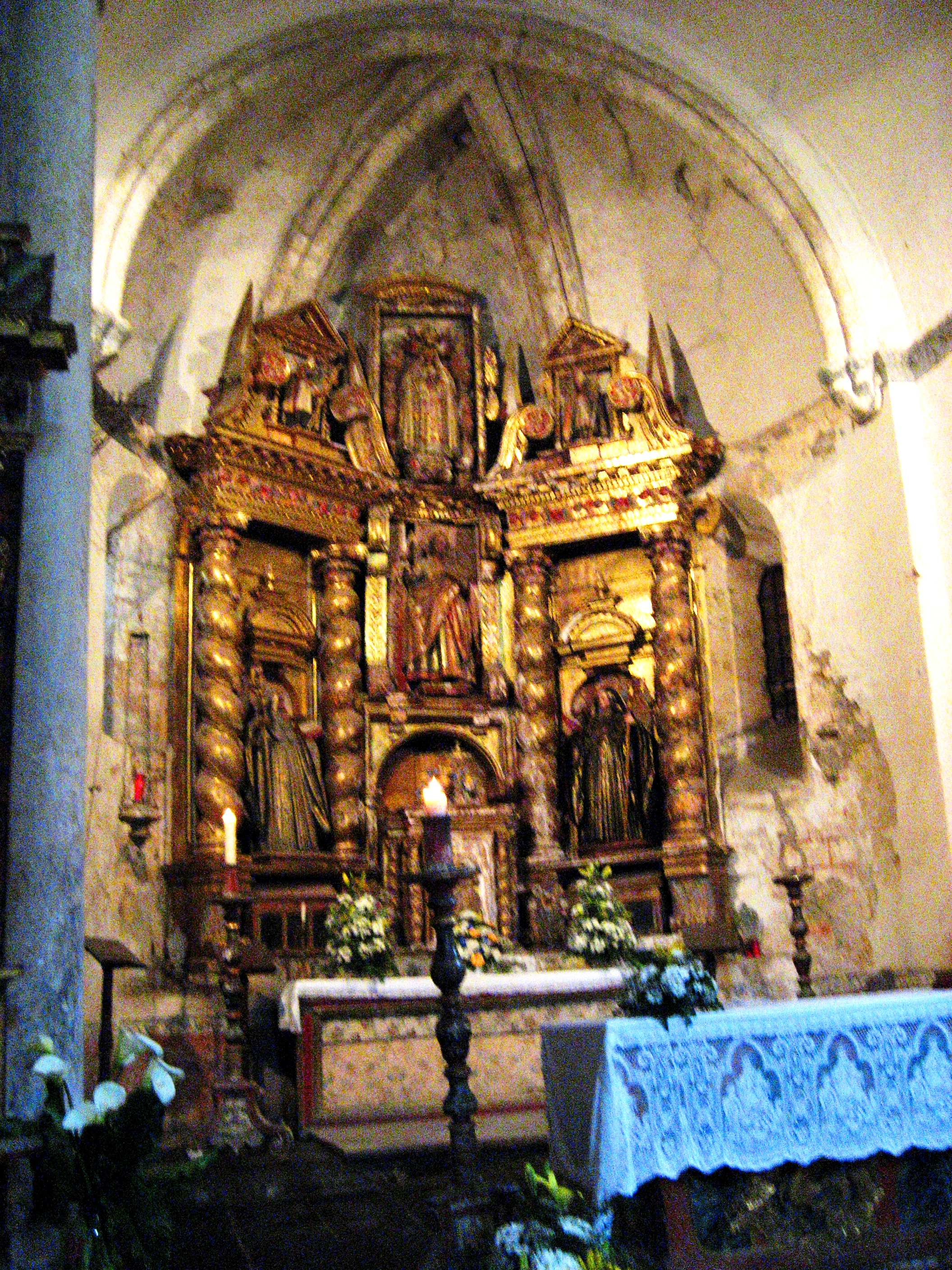
Retaule barroc de l'església de S. Pedro de Montes, on van ser les relíquies del sant.

Havia nascut a Astorga i de jove ja va ser molt devot. Deixeble de sant Fructuós de Braga, volgué ingressar en un monestir que havia fundat a Compludo, però no hi fou acceptat. Llavors va retirar-se a fer vida eremítica a una ermita prop del castell de La Piedra, no lluny d'Astorga. La seva vida apartada i austera li va donar fama de santedat i va començar a rebre visites de persones que volien rebre el seu consell i consol.
Valeri es retirà més lluny, a Ebronato, on els fidels li construeixen un petit oratori. Novament, atreu multituds, i un prevere hi és enviat per fer-se càrrec de l'església, però, envejós, amarga la vida a Valeri, que torna a marxar. A la comarca d'El Bierzo s'estableix prop del lloc on Fructuós havia fundat el monestir de San Pedro de los Montes. Tot i que primer no va ser ben acollit, va arribar a ésser-ne elegit abat.
El bisbe d'Astorga Isidor el crida perquè l'acompanyi al concili de Toledo, però abans d'anar-hi mor el bisbe i Valeri ja no hi va. Va morir al monestir de San Pedro, on van conservar-se les seves relíquies.

## Obres
Va escriure diverses obres hagiogràfiques i religioses:
- Laus Egeriae, panegíric de la monja Egèria[3]
- Ordo querimoniae prefati discriminis, obra autobiogràfica basada en l'obra perduda d'Ildefons de Toledo Líber prosopopoeia imbecillitatis propriae
- Vita Sancti Fructuosi, on narra la vida de Fructuós de Braga[4]
- Replicatio
- De genere monachorum, obra sobre la vida monàstica
- Epitameron proprium praefati discriminis
- Dicta ad Donadeum, recull de màximes i consells
- Poemata